# Lonicera mochidzukiana
Lonicera mochidzukiana är en kaprifolväxtart som beskrevs av Tomitaro Makino. Lonicera mochidzukiana ingår i släktet tryar, och familjen kaprifolväxter.

## Underarter
Arten delas in i följande underarter:
- L. m. filiformis
- L. m. nomurana